# Tiutzol
Tiutzol är en ort i Mexiko.   Den ligger i kommunen Tila och delstaten Chiapas, i den sydöstra delen av landet, 700 km öster om huvudstaden Mexico City. Tiutzol ligger 493 meter över havet och antalet invånare är 253.
Terrängen runt Tiutzol är kuperad åt nordost, men åt sydväst är den bergig. Terrängen runt Tiutzol sluttar norrut. Runt Tiutzol är det ganska tätbefolkat, med 108 invånare per kvadratkilometer. Närmaste större samhälle är Álvaro Obregón, 6,0 km sydost om Tiutzol. I omgivningarna runt Tiutzol växer i huvudsak städsegrön lövskog.